# ادوارد آدریان ویلسون

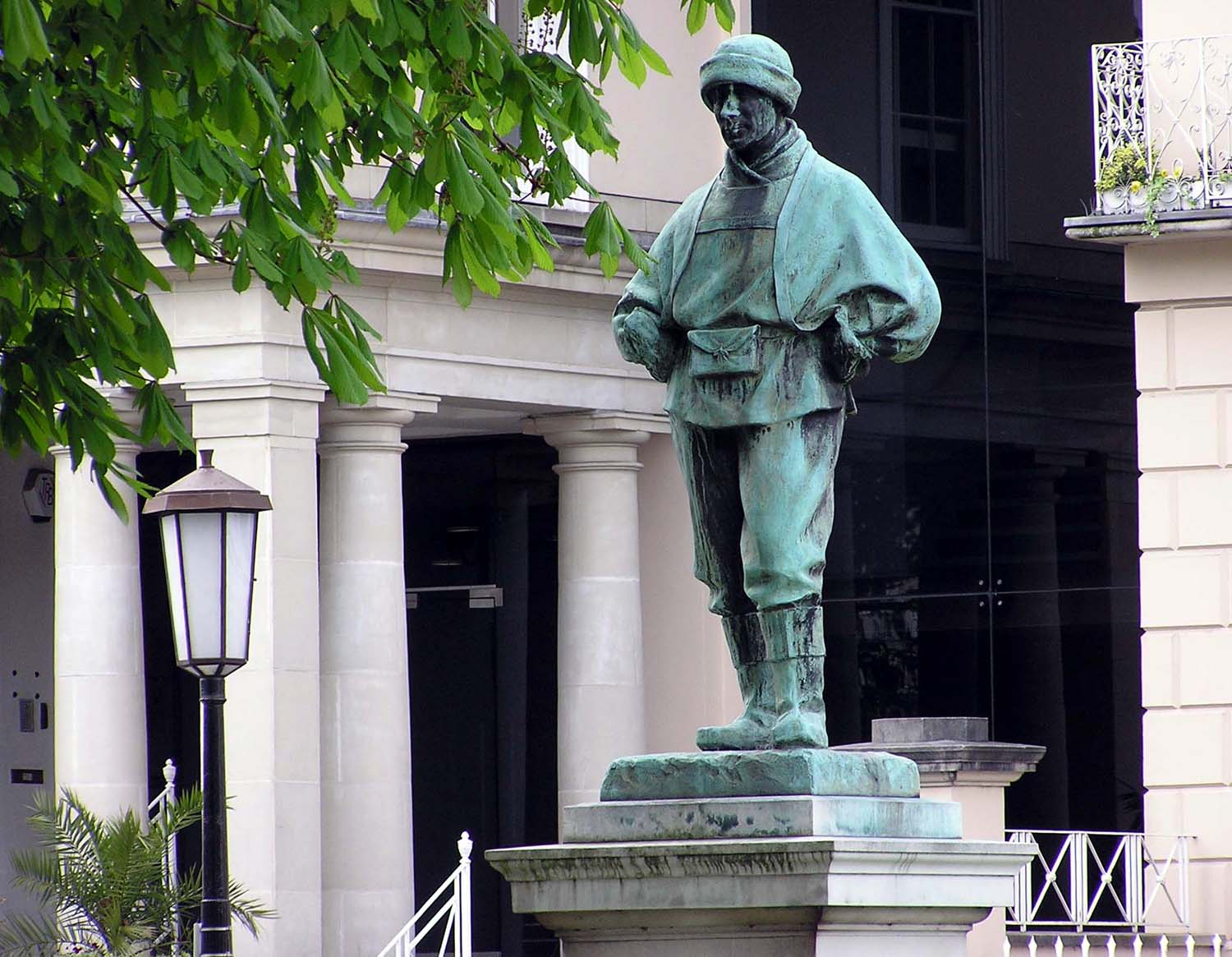
مجسمه ویلسون در چلتنهام

ادوارد آدریان ویلسون (انگلیسی: Edward Adrian Wilson؛ ۲۳ ژوئیهٔ ۱۸۷۲ – ۲۹ مارس ۱۹۱۲) یک سیاح، پرنده‌شناس و نقاش اهل بریتانیا بود. وی که از اولین مکتشفان قطب جنوب بوده به همراه رابرت فالکون اسکات در سال‌های ۱۹۰۱ تا ۱۹۰۴ به قطب جنوب سفر کرده‌است
ویلسون در تاریخ ۱ نوامبر ۱۹۱۱ به همراه تیم اکتشاف گروه اعزامی ترا نووا به سمت قطب جنوب حرکت کرده و در ۱۸ ژانویه ۱۹۱۲ به مقصد رسیده، آن‌ها در حین عملیات تحقیقاتی با حادثه و کمبود غذا روبه‌رو شدند که باعث مرگ ادگار اونز از افسران تیم و سپس کاپیتان لارنس اوتس شد، وی در حالی که به سمت کمپ اصلی در حرکت بود در ۱۴۸ مایلی آن در طوفان برف گرفتار شد و در تاریخ ۲۹ مارس ۱۹۱۲ به همراه رابرت فالکون اسکات و هنری رابرتسون باورز درگذشت.
فیلم اسکات از قطب جنوب براساس اتفاقات زندگی وی و تیم همراه در قطب جنوب ساخته شده‌است.